# Rozzi (Paky)
Rozzi è un singolo del rapper italiano Paky, pubblicato l'11 settembre 2019.

## Descrizione
Prodotto da Kermit, il brano ha segnato l'esordio nel mondo del rap di Paky. Il testo è una dedica e parla di Rozzano, città dove l'artista si è trasferito dal quartiere di Secondigliano all'età di 10 anni, trattando la tematica della vita nella periferie dell'hinterland milanese e descrivendo la quotidianità all'interno di questo contesto. Il brano si è tramutato subito in una hit lanciando Paky nella nuova scena hip-hop italiana, scalando le classifiche e raggiungendo prima il disco d'oro nell'aprile 2020 e poi il disco di platino nel settembre 2021.

## Accoglienza
Il brano è stato accolto positivamente dalla critica elogiando la capacità di adattamento del rapper d'origine napoletana nel contesto della provincia di Milano, definendolo «Ipnotico, aggressivo al punto giusto ed apprezzabile».

## Tracce
1. Rozzi – 2:43